# Der Sommer, als du da warst
Der Sommer, als du da warst (japanisch 君と綴るうたかた Kimi to Tsuzuru Utakata) ist eine Manga-Serie von Mangaka Yuama, die in Japan von 2020 bis 2023 erschien. Die Liebesgeschichte über zwei Oberschülerinnen ist in das Genre Yuri einzuordnen und wurde unter anderem ins Deutsche übersetzt. 

## Inhalt
Die schüchterne Shizuku Hoshikawa (星川 雫) beschäftigt sich lieber damit, einen Roman zu schreiben, als Kontakt zu ihren Mitschülern an der Oberschule zu suchen. So hat sie auch niemanden in ihrem Umfeld, den sie ihr Werk zeigen möchte. Wenn sie ihre Geschichten online veröffentlicht, werden sie verrissen. Doch die süße, lebhafte und beliebte Kaori Asaka (朝香 夏織) aus ihrer Klasse bekommt das Manuskript kurz vor den Sommerferien in die Hände und ist sofort begeistert. Da sie aber gern eine Geschichte mit Happy End lesen möchte, schlägt Kaori vor, Shizuku solle als Nächstes eine Liebesgeschichte schreiben – und zwar über sie beide, was Shizuku ablehnt. Doch Kaori lässt nicht locker möchte, als Inspiration für den Roman, mit ihr ausgehen. Shizuku lässt sich darauf ein und verabredet sich in der Bibliothek. Anders als erwartet ist Kaori davon gar nicht abgeschreckt und stellt sich als Bücherwurm heraus. Mit der Zeit lernen die beiden Mädchen mehr gemeinsame Interessen kennen und Shizuka kann sich ihrer Mitschülerin gegenüber öffnen.

## Veröffentlichung
Die Serie erschien in Japan zunächst in einzelnen Kapiteln im Magazin Comic Yurihime veröffentlicht. Sie startete im Mai 2020 und wurde im Dezember 2023 abgeschlossen. Der Verlag Ichijinsha brachte den Manga von Januar 2021 bis Februar 2024 in sechs Sammelbänden heraus. Diese erscheinen seit August 2024 auf Deutsch bei Tokyopop in bisher fünf Bänden (Stand August 2025). Die Übersetzung stammt von Verena Maser. Eine englische Fassung erscheint bei Seven Seas Entertainment.